# Левадівська сільська рада
Лева́дівська сільська́ ра́да — колишня адміністративно-територіальна одиниця та орган місцевого самоврядування в Миколаївському районі Одеської області. Адміністративний центр — село Левадівка.

## Загальні відомості
Левадівська сільська рада утворена в 1918 році.
- Територія ради: 60,34 км²
- Населення ради: 908 осіб (станом на 2001 рік)
- Територією ради протікає річка Тилігул

## Населені пункти
Сільській раді підпорядковані населені пункти:
- с. Левадівка
- с. Каховка

## Населення
Згідно з переписом УРСР 1989 року чисельність наявного населення сільської ради становила 1033 особи, з яких 452 чоловіки та 581 жінка.
За переписом населення України 2001 року в сільській раді мешкало 899 осіб.

### Мова
Розподіл населення за рідною мовою за даними перепису 2001 року:
| Мова       | Відсоток |
| ---------- | -------- |
| українська | 95,15 %  |
| російська  | 2,86 %   |
| молдовська | 1,10 %   |
| болгарська | 0,44 %   |
| циганська  | 0,22 %   |
| вірменська | 0,11 %   |

## Склад ради
Рада складалася з 16 депутатів та голови.
- Голова ради: Котвіцький Олег Анатолійович
- Секретар ради: Рибалко Марія Дмитрівна

### Керівний склад попередніх скликань
| Прізвище, ім'я, по батькові  | Основні відомості                                                                                  | Дата обрання | Дата звільнення |
| ---------------------------- | -------------------------------------------------------------------------------------------------- | ------------ | --------------- |
| Котвіцький Олег Анатолійович | Сільський голова, 1975 року народження, освіта вища, член Всеукраїнського об'єднання «Батьківщина» | 26.03.2006   | 31.10.2010      |
| Котвіцький Олег Анатолійович | Сільський голова, 1975 року народження, освіта вища, член Партії регіонів                          | 31.10.2010   |                 |

Примітка: таблиця складена за даними сайту Верховної Ради України

### Депутати
За результатами місцевих виборів 2010 року депутатами ради стали:

#### За суб'єктами висування
| Суб'єкт висування                                       | Кількість обраних депутатів | %    |
| ------------------------------------------------------- | --------------------------- | ---- |
| Партія регіонів                                         | 11                          | 68,8 |
| Самовисування                                           | 3                           | 18,8 |
| Політична партія Всеукраїнське об'єднання «Батьківщина» | 1                           | 6,3  |
| Соціалістична партія України                            | 1                           | 6,3  |

#### За округами
| № округу                                                | Прізвище, ім'я, по батькові       | Дата визнання обраним | Освіта             | Партійна приналежність                        | Відомості про обраного депутата                                  |
| ------------------------------------------------------- | --------------------------------- | --------------------- | ------------------ | --------------------------------------------- | ---------------------------------------------------------------- |
| Партія регіонів                                         |                                   |                       |                    |                                               |                                                                  |
| 1                                                       | Пуркар Світлана Василівна         | 05.11.2010            | середня            | член Партії регіонів                          | тимчасово не працює                                              |
| 2                                                       | Павлій Олег Вікторович            | 05.11.2010            | вища               | член Партії регіонів                          | тимчасово не працює                                              |
| 4                                                       | Рибалко Світлана Порфирівна       | 05.11.2010            | вища               | позапартійна                                  | Левадівська загальноосвітня школа, вчитель                       |
| 6                                                       | Ганченко Олена Володимирівна      | 05.11.2010            | вища               | член Партії регіонів                          | Левадівська сільська рада, секретар                              |
| 7                                                       | Скапецький Микола Олександрович   | 05.11.2010            | середня            | член Партії регіонів                          | Левадівська загальноосвітня школа, кочегар                       |
| 8                                                       | Каленюк Віталій Вікторович        | 05.11.2010            | середня            | член Партії регіонів                          | тимчасово не працює                                              |
| 10                                                      | Каленюк Татьяна Валеріївна        | 05.11.2010            | вища               | член Партії регіонів                          | Левадівська загальноосвітня школа, вчитель                       |
| 11                                                      | Белік Петро Петрович              | 05.11.2010            | середня            | член Партії регіонів                          | фермер                                                           |
| 12                                                      | Байтаз Альона Борисівна           | 05.11.2010            | вища               | член Партії регіонів                          | Левадівський дошкільний навчальний заклад «Струмок», завідувачка |
| 14                                                      | Татьяніна Ольга Петрівна          | 05.11.2010            | середня спеціальна | член Партії регіонів                          | Левадівська сільська рада, оловний бухгалтерг                    |
| 15                                                      | Соколов Вадим Павлович            | 05.11.2010            | середня            | член Партії регіонів                          | тимчасово не працює                                              |
| Політична партія Всеукраїнське об'єднання «Батьківщина» |                                   |                       |                    |                                               |                                                                  |
| 16                                                      | Буряченко Микола Миколайович      | 05.11.2010            | середня спеціальна | член Всеукраїнського об'єднання «Батьківщина» | фермер                                                           |
| Соціалістична партія України                            |                                   |                       |                    |                                               |                                                                  |
| 9                                                       | Самойленко Татьяна Олександрівна  | 05.11.2010            | вища               | член Соціалістичної партії України            | Левадівська сільська рада, паспортист                            |
| Самовисування                                           |                                   |                       |                    |                                               |                                                                  |
| 3                                                       | Федориніч Василь Петрович         | 05.11.2010            | середня            | позапартійний                                 | пенсіонер                                                        |
| 5                                                       | Рибалко Марія Дмитрівна           | 05.11.2010            | вища               | член Партії регіонів                          | пенсіонер                                                        |
| 13                                                      | Литвинова Валентина Олександрівна | 05.11.2010            | вища               | позапартійна                                  | Левадівська загальноосвітня школа, директор                      |